# DNA formula letale
DNA formula letale (conocida en español como Re-Animator 2 en España y  Metamorfosis: transformación mortal en México), también conocida por su título en su lanzamiento internacional Metamorphosis, es una película de 1990 escrita y dirigida por Luigi Montefiori bajo el seudónimo de G. L. Eastman. Es una película de terror de ciencia ficción de bajo presupuesto, y la única película dirigida por Montefiori, más conocido por su carrera como actor bajo el seudónimo George Eastman (aunque previamente había ejercido como director sin acreditar en 2020 - Texas Gladiators).
En España, la película fue lanzada bajo el título Re-Animator 2 para hacerla pasar como una secuela de Re-Animator (cuya secuela, Bride of Re-Animator, en realidad no fue lanzada sino hasta el año siguiente).

## Argumento
El genetista Peter Houseman, profesor de una universidad privada, está a punto de conseguir importantes resultados en sus estudios sobre el ADN. Con el apoyo de su amigo Mike y su joven colaborador Willy, está desarrollando un suero capaz de prevenir el envejecimiento y vencer a la muerte. Sin embargo, una comisión decide arrojar luz sobre sus continuas solicitudes de financiación. Entre los miembros destaca el anciano profesor Lloyd, muy envidioso de Peter y la inspectora Sally, por quien Peter inmediatamente muestra que tiene debilidad. El escepticismo de la comisión y la burocracia llevan a Peter a probar en sí mismo el suero que contiene el ADN modificado que ha creado.
Al principio el experimento parece tener un resultado positivo. Peter se siente cada vez más fuerte y comienza una relación con Sally, aunque el hijo de ella Tommy inmediatamente muestra una clara hostilidad hacia él. Poco después, sin embargo, Peter se convierte inconscientemente en protagonista de algunos episodios de violencia. Primero acude a un club donde golpea brutalmente a una prostituta, sin recordar lo sucedido. Luego le llega el turno a Patricia, una estudiante procaz que había intentado seducirlo, que primero es violada y luego estrangulada. Mientras tanto, su cuerpo también comienza a degenerar y adquirir rasgos reptilianos.
Atropellado por un coche de policía, Peter es ingresado en un hospital, donde atraviesa una fase de envejecimiento prematuro que le debilita mucho. Afirma que gracias a su experimento, permanecerá para siempre en lo que se convierta y nunca morirá. Mantenido bajo observación por los médicos Mike y Lloyd, este último plantea la hipótesis de que su cuerpo está retrocediendo en un punto no especificado de la historia evolutiva del hombre. Ahora con un aspecto monstruoso, Peter escapa del hospital, mata a Lloyd y Willy y descubre que su cuerpo necesita sangre humana para mantenerse fuerte. Secuestra a Tommy y luego regresa al laboratorio de la universidad dejando un rastro de muerte y sangre a su paso, para hacer un último intento de corregir el experimento. Sin embargo, Tommy destruye el frasco que contiene el suero y, perseguido por Peter, escapa ayudado por su madre, que llega al lugar. Tommy y Sally logran escapar afuera donde los esperan Mike y la policía. Peter, que ahora se ha convertido en un monstruo antropomórfico similar a un dinosaurio, abre la puerta y es abatido por la policía, antes de descomponerse por completo.
Algún tiempo después, Tommy le muestra a su madre un lagarto que mantiene prisionero en una caja. Cuando Sally le dice que lo deje libre o la dejaría morir, el niño responde que nunca morirá.

## Reparto
- Gene LeBrock: Peter Houseman.
- Catherine Baranov: Sally Donnelly.
- Harry Cason: Mike.
- David Wicker: Willy.
- Jason Arnold: Tommy.
- Stephen Brown: Profesor Lloyd.
- Tom Story]]: Profesor Huston.
- Anna Colona: Patricia.
- Wally Doyle: Inspector.
- Laura Gemser: Prostituta.
- Serina Steinberg: Amiga de Patricia.
- Wayne Potrafka: Profesor anciano.
- Tim Wright: Hopkins.
- Allison Stokes: Alice.

## Recepción
Fantafilm escribe: «Debut como director del actor y guionista Montefiori bajo el seudónimo de George L. Eastman La historia que elige, centrada en la mutación genética, está a medio camino entre La mosca (y sus precuelas y secuelas) y Dr. Jekyll y el Sr. Hyde La crítica especializada, normalmente poco benévola con las incursiones italianas en el fanta-horror, ha señalado en la película una mediana habilidad técnica en la construcción de imágenes y una referencia original a los temas de David Cronenberg».
El Lexikon des internationalen Films (que reseñó la película bajo su título en alemán Lizard) también comparó la película de terror con La mosca de David Cronenberg, y afirma que la película «renuncia en gran medida a los desagradables efectos de shock» de esta última, pero no logra alcanzar la «tensión y consistencia de su modelo».